# Spielemusikkonzert
Als Spielemusikkonzert bezeichnet man Veranstaltungen, auf denen in verschiedener Art und Weise Musik aus Computer- und Videospielen präsentiert wird. Dies kann in Form von Rockevents geschehen, wie bei den Konzerten von Black Mages, oder mit einem großen Orchester, wie in Tokio in der Serie Game Music Concert, die von 1991 bis 1995 stattfand.
Das erste Spielemusikkonzert außerhalb Japans wurde 2003 als Eröffnungsveranstaltung der Games Convention in Leipzig durchgeführt. Daraus entstand die durch Thomas Böcker produzierte Serie der Symphonischen Spielemusikkonzerte.
Mittlerweile gibt es in Deutschland verschiedene Veranstalter von Spielemusikkonzerten, wie Video Games Live von Tommy Tallarico und Game Music Live von Franz Bader.